# 常规程序 (美国国会)
常规程序（英語：Regular order），在美国国会的背景下，半严格或严格执行委员会和小组委员会程序，包括公开听证机会和举行多次投票，这些流程旨在促进基于共识的决策，特别是在包容少数群体观点方面。在美国国会的更广泛历史背景下，正常秩序与两党合作密切相关。
相比遵循常规命令，正常的国会结构和程序方法可以通过组织领导层运作的特别工作小组来绕过，这种方式试图降低提出修正案的能力，并以其他方式缩短讨论措施的时间。
美国全國公共廣播電台政治记者罗恩·埃尔文评论说：「正常秩序不仅是一种过程，也是一种心态。」

## 外部連結
- "Restoring regular order in congressional appropriations" （页面存档备份，存于） - brookings.edu （页面存档备份，存于）